# Gerda Taro
Gerta Pohorylle (Stuttgart, Alemania; 1 de agosto de 1910–El Escorial, España; 26 de julio de 1937), quien usó el seudónimo Gerda Taro, fue una pionera periodista gráfica de guerra alemana de origen judío. Ella y su pareja, Endre Friedmann, fotografiaban usando el alias Robert Capa, y es difícil saber qué fotos son de cada uno. Es considerada la primera fotoperiodista mujer que cubrió un frente de guerra y la primera en fallecer al llevarlo a cabo.

## Biografía
Gerda Taro se llamaba en realidad Gerta Pohorylle y era hija de una familia judía polaca. A pesar de sus orígenes burgueses, desde su juventud formó parte de movimientos socialistas y obreros. Por esto, con la llegada de los nazis al poder y tras haber sufrido una detención en 1933, decidió huir con su amiga Ruth Cerf a París.[cita requerida]
Un año después, en París, conoció a Endre Ernő Friedmann, un judío húngaro que se ganaba la vida como fotoperiodista y que tomó como modelo a Cerf. Pohorylle acompañó a su amiga a la sesión fotográfica y allí conoció a Friedmann. La pareja terminó enamorándose. Ella aprendió fotografía y él refinó sus maneras. Gerta y Endre empezaron una relación y él compartió con Gerta sus conocimientos de fotografía.[cita requerida]
Dado que la vida como fotógrafos no cubría sus necesidades económicas y no conseguían un trabajo estable, Gerda y Endre inventaron un personaje llamado Robert Capa, que supuestamente era un reputado fotógrafo llegado de los Estados Unidos para trabajar en Europa. Este personaje ficticio era tan famoso que vendía sus fotos a través de sus representantes: Friedmann y Pohorylle, al triple del precio que un fotógrafo francés. Este truco funcionó perfectamente y al poco tiempo recibieron una gran cantidad de encargos que les produjo ingresos económicos. En el taller que tenían en París trabajaban también Ruth Cerf e Imre Weisz (Csiki).[cita requerida]

### Guerra civil española

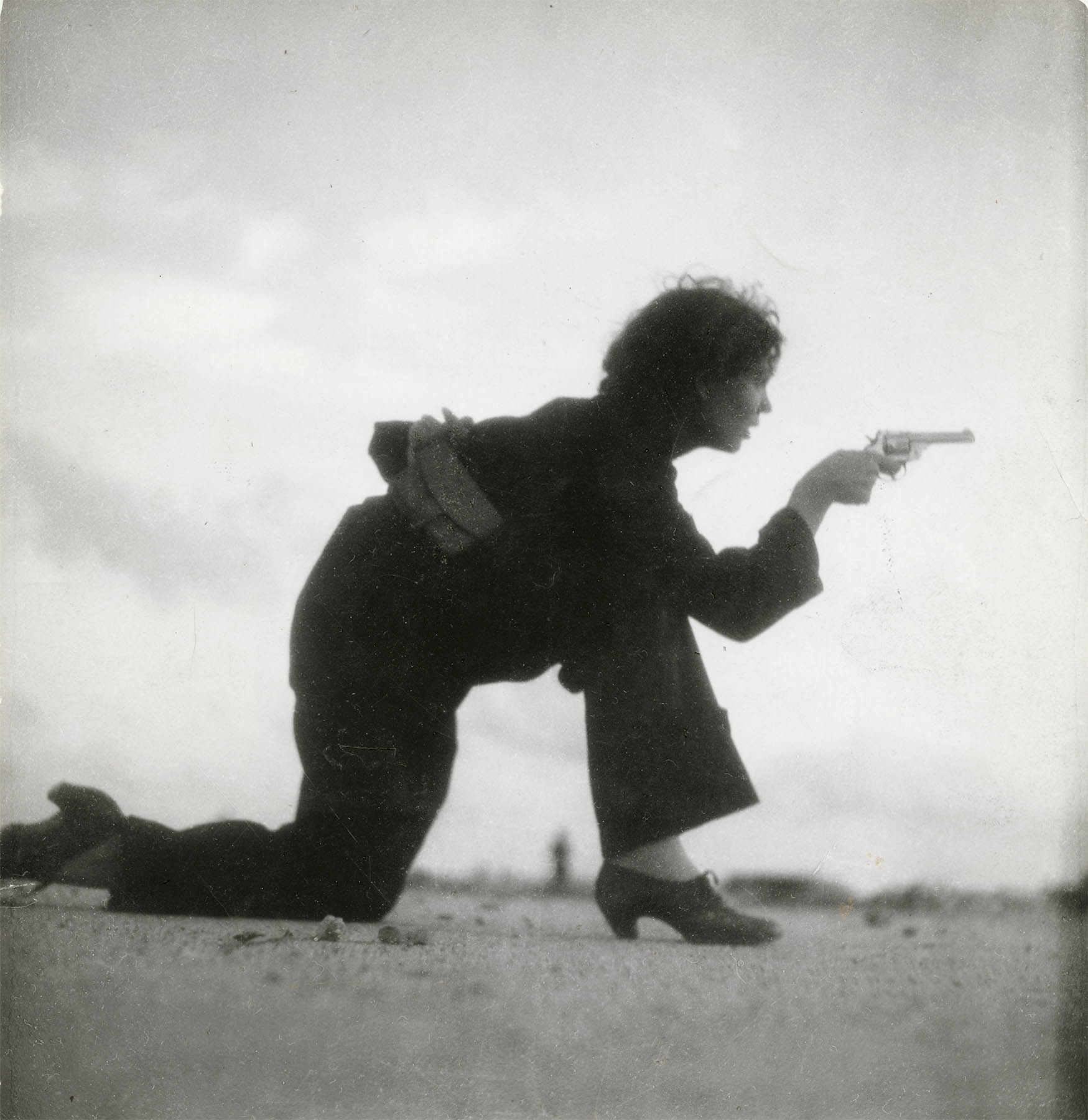
Soldado republicana en Barcelona (1936). Entrenamiento de una miliciana republicana, fotografiado por Gerda Taro.

En 1936 dio comienzo la guerra civil española, por lo que se trasladaron a España para cubrir el conflicto. Fueron testigos de diferentes episodios de la guerra, y realizaron reportajes luego publicados en revistas como Regards o Vu.[cita requerida]
Al principio, la marca «Capa» era utilizada indistintamente por ambos fotógrafos. Cuando se produjo cierto distanciamiento entre ellos, Endre Friedmann se quedó con el nombre  «Robert Capa». Poco antes de morir ella comenzaría a emplear la firma  «Photo Taro».
Del trabajo de Taro en solitario, su reportaje más importante fue el de la primera fase de la batalla de Brunete. Fue testigo del triunfo republicano en esa fase. El reportaje se publicó en Regards el 22 de julio de 1937 y le reportó un gran prestigio.

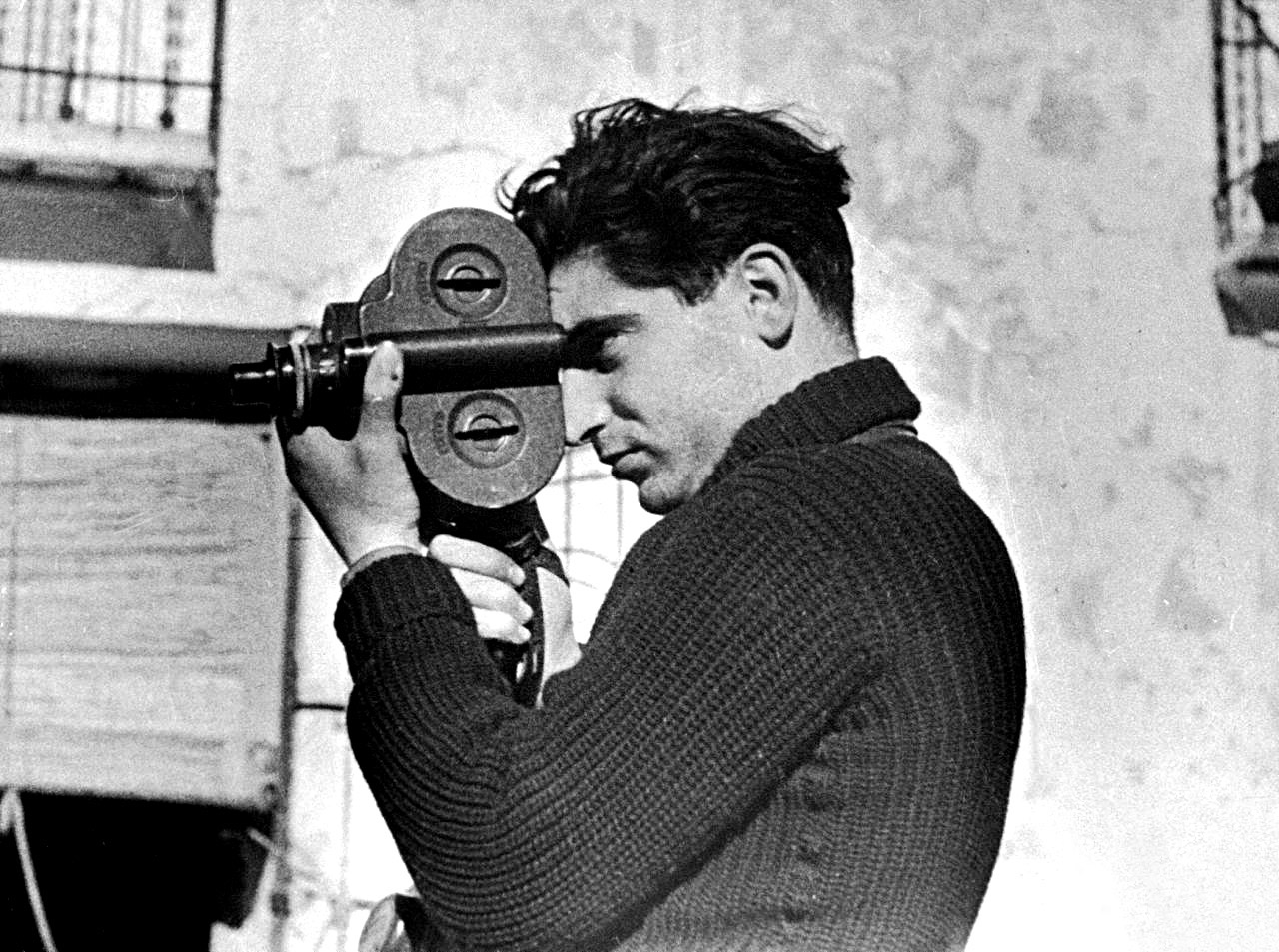
Fotografía de Endre Ernő Friedmann realizada por Gerda Taro

Sin embargo, poco después las tropas franquistas iniciaron un contraataque, y Taro decidió volver al frente de batalla en Brunete. Allí fue testigo de los bombardeos de la aviación del bando sublevado, y realizó muchas fotografías, poniendo en peligro su vida. Aquella batalla finalizó en derrota para el bando republicano.[cita requerida]

### Fallecimiento
Gerda Taro perdió la vida en un accidente durante el repliegue del ejército republicano. Gerda se subió al estribo del coche del general Walter (miembro de las Brigadas Internacionales). En un momento dado, unos aviones enemigos volando a baja altura hicieron que cundiera el pánico en el convoy y Gerda cayó al suelo, tras una pequeña elevación del terreno. En ese momento un tanque republicano entró marcha atrás al camino saltando la elevación tras la que se encontraba Taro y cayó sobre ella.
El accidente la dejó gravemente herida y fue trasladada urgentemente al hospital inglés de El Goloso de El Escorial. Allí murió pocas horas después, en la madrugada del 26 de julio de 1937, seis días antes de cumplir 27 años. Al no llevar consigo su pasaporte no fue reconocida e iba a ser enterrada en una fosa común. Desde el hospital llamaron a Rafael Alberti y a María Teresa León, dirigentes de la Alianza de Intelectuales Antifascistas de Madrid, para que la reconociesen y que le dieran una sepultura digna.

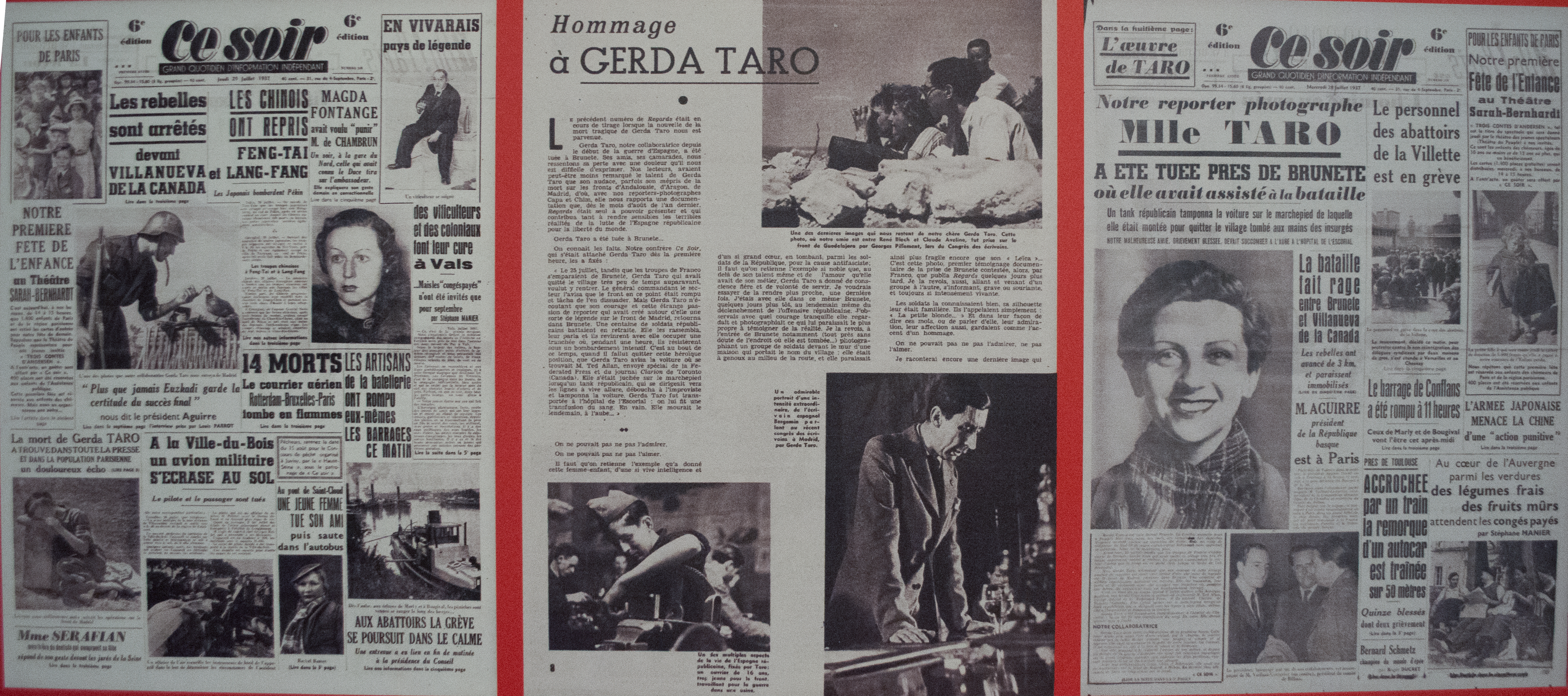
Noticias de periódico sobre la muerte de Gerda Taro.

Su cuerpo fue trasladado a París, donde recibió todos los honores como una heroína republicana. Sus restos se encuentran enterrados en la división 97 del Cementerio del Père-Lachaise, en París.

## Legado
El 26 de septiembre de 2007, el International Center of Photography inauguró en los Estados Unidos su primera gran exposición de fotografías de Gerda Taro.

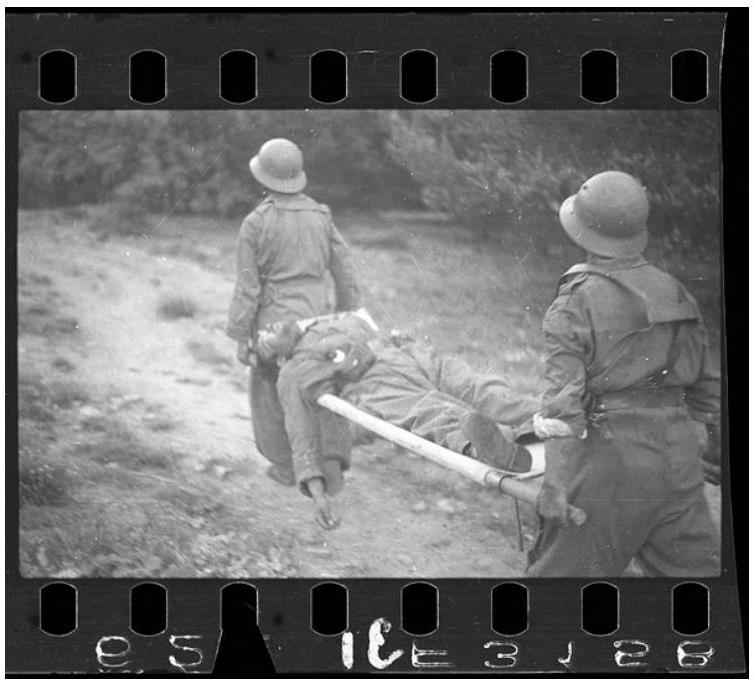
Dos soldados republicanos con un soldado en una camilla, Puerto de Navacerrada, frente de Segovia, España, finales de mayo-principios de junio de 1937 (uno de los negativos recuperados, fotografía de Gerda Taro. Descripción tomada del CIP).

En el verano de 2016, una exhibición al aire libre de fotografías de la guerra civil española, tomadas por Taro, formó parte del f/stop photography festival en Leipzig. Cuando terminó el festival se decidió que la exhibición, pagada en parte por la financiación colaborativa del público, se volvería permanente. Poco después, el 4 de agosto, la muestra de la obra de Taro fue destruida con manchas de pintura negra. Con un proyecto de financiación colectiva para restaurar el trabajo en curso, el trabajo destruido permanece ahora en su lugar. Se sospecha que la destrucción estuvo motivada por sentimientos antirrefugiados o antisemitas.
La novela Waiting for Robert Capa, de Susana Fortes (2011, traducción al inglés de Adriana V. López), es un relato ficticio de la vida de Taro y Capa.
La película documental The Mexican Suitcase (2011) cuenta la historia de una maleta de 4500 negativos perdidos fotografiados por Taro, Capa y David Seymour durante la guerra civil española. La maleta y los negativos se encuentran actualmente en el Centro Internacional de Fotografía en la ciudad de Nueva York. La obra teatral Shooting With Light, producida por la compañía de teatro Idle Motion, se basa en esta película.
Al clasificar las obras de esta colección, se descubrió que muchas fotografías, una vez atribuidas a Capa, son en realidad de Taro, lo que permite una mejor comprensión de su contribución al fotoperiodismo. Al describir una diferencia en su estilo en comparación con la de Capa, la curadora Kristen Lubben dijo: [Sobre Taro]

Sus fotografías son mucho más posadas, con ángulos de cámara marcados. Capa estaba mucho más enfocado en el movimiento.

## Reconocimientos
La canción "Taro" de la banda británica de indie rock alt-J trata sobre su papel como fotógrafa de guerra durante la guerra civil española, así como su relación con Capa. La canción describe los detalles gráficos de la muerte de Capa e imagina las emociones complementarias de Taro. 
En 2017 el Ayuntamiento de Madrid decidió denominar a una calle de la ciudad en honor a Gerda Taro, tratándose de la calle que va desde la Avenida de la Victoria hasta la Calle Durango; se encuentra al noroeste del centro de la ciudad a lo largo de la autopista A-6.
La ciudad de París hizo lo mismo en 2019 con la nueva Rue Gerda Taro, en el distrito 13, por unanimidad de los grupos políticos de su Ayuntamiento.
En 2018, la ciudad de Leipzig nombró un nuevo gymnasium (una escuela de educación secundaria) para 1200 estudiantes en honor a Taro, que ultima la exhibición de sus fotografías en exposición permanente. 
Fue destacada en el doodle de Google el 1 de agosto de 2018.